# Gary Larson
 (juillet 2023).
Si vous disposez d'ouvrages ou d'articles de référence ou si vous connaissez des sites web de qualité traitant du thème abordé ici, merci de compléter l'article en donnant les références utiles à sa vérifiabilité et en les liant à la section « Notes et références ».
Pour les articles homonymes, voir Larson.
Gary Larson est un auteur de dessins humoristiques et de bande dessinée américain, né le 14 août 1950 à Tacoma (État de Washington). Il a commencé sa carrière en 1980 dans divers journaux de sa région, puis des États-Unis.
Il se spécialise dans l'absurde et le cynique, en particulier via les animaux qu’il affuble de travers humains, ou directement par les humains. Son humour est très visuel, reposant souvent sur le contraste entre l’absurdité des dialogues et l'apparent sérieux des dessins, ou le contraire. Il aime aussi jouer sur les mots ou suggérer une catastrophe prochaine ou passée, due à la stupidité de ses héros.

## Biographie
Gary Larson est né à University Place et il a grandi dans la banlieue de Tacoma. Son père, Verner, était concessionnaire automobile et sa mère, Doris, secrétaire. Il a fréquenté le lycée de Curtis Senior High School (en) puis il étudie à la Washington State University de Pullman, où il obtient une licence en communications. Au lycée puis à l'université, il a joué du jazz à la guitare et au banjo.
Larson dit que sa famille manifestait un « sens de l'humour morbide » et que son frère aîné, Dan, l'a marqué par son humour « paranoïaque ». Dan jouait des tours à son frère ; par exemple, sachant que Gary Larson avait peur des monstres cachés sous le lit, Dan se cachait dans le placard à l'affût du meilleur instant pour bondir sur son cadet. L'aîné saisissait chaque occasion de « flanquer une trouille monstre » à Gary Larson. Néanmoins, Dan lui a aussi transmis son amour du savoir scientifique. Les deux frères attrapaient des animaux et les installaient dans un terrarium, à la cave, ou bien ils élaboraient un écosystème désertique en miniature.

## Dans le monde francophone
Plusieurs personnalités ont contribué à la diffusion de l'oeuvre de Gary Larson dans le monde francophone :
- En 2018, Benoît Poelvoorde, comédien et humoriste belge, présente son Intime Festival à Namur. Il est notamment accompagné de Daniel Goossens, dessinateur français, lors d'une conférence dédiée à l'humour de Gary Larson[1].
- En 1988, François Cavanna, écrivain, journaliste et dessinateur français, publie L'Univers impitoyable de Gary Larson aux éditions Presses de la Cité, un recueil de dessins de Gary Larson traduits et sélectionnés par ses soins[réf. nécessaire].

## Publications

### Éditions françaises
- L'Univers impitoyable de Gary Larson, Presses de la Cité, 1988
- Gary Larson 1 à 5, cinq tomes, Dupuis, 1997-2002

### Éditions anglaises
- Dans la série des The Far Side :
  - The Far Side Gallery I et II (L’Univers Impitoyable et La Revanche de l’Univers Impitoyable )
  - Beyond The Far Side
  - In Search of The far Side
  - Bride of The Far Side
  - Valley of The Far Side
  - It Came from The Far Side
  - Hound of The Far Side
  - The Far Side Observer
  - Night of the Crash-Test Dummies
  - Wiener Dog Art
  - Wildlife Preserves
  - Cows of Our Planet
  - Unnatural selections
  - The Chickens are Restless
  - The Curse of Madame "C"
  - Last Chapter and worse
  - The Prehistory of The Far Side, a 10th Anniversary Exhibit
- Autre : 
  - There’s a hair in my dirt : A worm story

## Thèmes récurrents dans l’œuvre de Gary Larson
1. Les serpents. L'un d'eux, au soir de sa vie, raconte à ses descendants fascinés sa rencontre avec une voiture qui lui a laissé deux marques parallèles sur le dos.
2. La vie à la ferme et les animaux de ferme, en particulier les vaches et les poules. On y apprend entre autres qu'un véritable fermier moderne ne se sépare jamais de son « vachophone » : un téléphone installé dans une vache.
3. Les chiens, chats et animaux de compagnie. Un dessin cruel montre une animalerie avec un piranha et un chat… avec deux pattes de bois.
4. Les canards. L’anatidaephobie, maladie de son invention, est « la peur que quelque part, d’une façon ou d'une autre, un canard (un anatidé) vous observe. »
5. Les naufragés sur une île déserte. L'un d'eux, en arrivant sur un îlot, y trouve un prédécesseur et lui demande s'il est là depuis longtemps : sur l'îlot se dresse un château de sable géant…
6. Les hommes des cavernes et les dinosaures. Une classe de Cro-Magnon étudie le stégosaure : le maître désigne la queue comme le « Thagomizer, d'après feu Simon Thag. »
7. Les scientifiques dans leurs laboratoires. Trois d'entre eux, face à la vitre d'observation, mettent longtemps à découvrir qu'on l'a remplacée par un miroir !
8. Les explorateurs, les indigènes et les cannibales. Le jeune Jimmy Schwartz fugue de chez lui, et c'est Zathu Nananga, un guerrier masai, qui le capture et appelle sa mère aux États-Unis.
9. Les Vikings et autres guerriers redoutables. Après un pillage, deux d'entre eux ouvrent leur boîte à casse-croûte et se plaignent de la cuisine de leurs femmes.
10. Les éléphants. Un gag particulièrement cruel en montre un qui apprend par téléphone qu'un chasseur a fait de sa jambe une corbeille à papiers.
11. Les idiots (avec qui il s’identifie).
12. Dieu (avec barbe et cheveux blancs) et autres thèmes religieux. Il est bien entendu que si Dieu a lâché l'humanité sur Terre, c'est parce que le bocal qui la contenait s'est brisé.
13. Les monstres de diverses apparences, comme des créatures géantes ou des loup-garous. Il est l’inventeur de la luposlipophobie : mot-valise désignant « la peur (phobia) d'être poursuivi par des loups (lupo) sur un parquet de cuisine qui vient d'être ciré » (et donc rendu glissant : slipo, du verbe anglais to slip).
14. Les protozoaires et autres créatures microscopiques.
15. Les métaphores. Il faut en effet savoir que si on peut dire avoir assez faim pour « manger un cheval », ce n'est pas la peine d'en rôtir vraiment un.
16. Les dictons populaires (anglais) et les figures de style. Une femme découvre un homme entouré de téléphones marqués « on » (they) : elle comprend alors que c'était lui, le « on » de « à ce qu'on dit » (that's what they say) !
17. Les évènements historiques et les grands hommes. Sous son crayon, George Washington ne traverse pas la rue sans être escorté par de vaillants patriotes armés jusqu'aux dents.
18. Les insectes et animaux, vivant en société ou dans des habitations humaines comme les cafards. Par exemple lorsqu'une abeille ne peut plus supporter le bourdonnement de ses congénères…
19. Le Far West. Selon lui, le Lone Ranger a mis très longtemps à apprendre pourquoi les Indiens l'appelaient « Kemosabe », et ça valait mieux…
20. Les plongeurs.
21. Les gorilles et/ou Tarzan. Ce dernier rate sa liane en partant au boulot le matin.
22. Les extraterrestres, et leurs ressemblances ou différences avec les humains. Lorsque le LEM se pose, ce n'est jamais sans écraser un paisible pique-niqueur E.T.
23. Les musiciens, instruments musicaux et concerts. On y découvre que certains joueurs de cymbales peuvent échouer à les claquer l'une contre l'autre !

## Distinctions

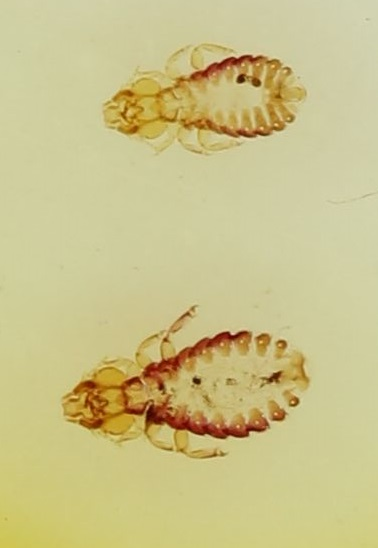
Strigiphilus garylarsoni mâle et femelle.

Gary Larson annonce, dans la Tenth Anniversary edition, qu'il a eu l’honneur de voir une espèce animale nommée d’après lui, par un zoologiste particulièrement blagueur. Strigiphilus garilarsoni est un pou détritivore qui se nourrit de plumes de chouettes (c’est un parasite hautement spécifique). Gary Larson s’en dit flatté et ajoute : « de toute façon, je ne pouvais pas m’attendre à ce qu’on donne mon nom à une nouvelle espèce de cygne. »
- 1986 : Prix de la National Cartoonists Society pour The Far Side
- 1989 : Prix de la National Cartoonists Society pour The Far Side
- 1991 : Prix Reuben pour The Far Side
- 1993 :  Prix Max et Moritz du meilleur comic strip pour The Far Side
- 1995 : Prix Reuben pour The Far Side
  -  Prix Sproing de la meilleure bande dessinée étrangère pour « Madame Qs forbannelse » dans Larsons gale verden

## Filmographie
Sauf indication contraire, les informations mentionnées dans cette section peuvent être confirmées par la base de données cinématographiques IMDb,  présente dans la section « Liens externes ».

### Scénariste
- 1994 : Tales from the Far Side (en) (téléfilm d'animation) de Marv Newland (en)
- 1997 : Tales from the Far Side II (téléfilm d'animation) de Marv Newland

### Acteur
- 1987 : Bienvenue au paradis (Made in Heaven) d'Alan Rudolph : caméo (non crédité)
- 2010 : Les Simpson,  de la saison 21, épisode 10, Il était une fois à Springfield : lui-même (voix)